# 布斯纳戈
布斯纳戈（義大利語：Busnago），是意大利蒙萨和布里安萨省的一个市镇。总面积5.84平方公里，人口6243人，人口密度1069.0人/平方公里（2009年）。ISTAT代码为015039。